# Haszegava Haruhisza
Haszegava Haruhisza (Hjogo, 1957. április 14. –) japán válogatott labdarúgó.

## Nemzeti válogatott
A japán válogatottban 15 mérkőzést játszott, melyeken 4 gólt szerzett.

## Statisztika
| Japán válogatott | Japán válogatott | Japán válogatott |
| Időszak          | Mérk.            | gól              |
| ---------------- | ---------------- | ---------------- |
| 1978             | 4                | 0                |
| 1979             | 1                | 0                |
| 1980             | 9                | 4                |
| 1981             | 1                | 0                |
| Összesen         | 15               | 4                |